# Denís Davídov
Denís Vassílievitx Davídov (rus: Дени́с Васи́льевич Давы́дов) (Moscou, 27 de juliol [C.J. 16 de juliol] de 1784 – Verkhniaia Maza, 4 de maig [C.J. 22 d'abril] de 1839) va ser un militar i poeta rus, actiu a les Guerres Napoleòniques i inventor del gènere de la poesia hússar, caracteritzat per l'hedonisme i la bravata. Va utilitzar esdeveniments de la seva pròpia vida per il·lustrar aquesta poesia. Va suggerir i va ser pioner amb èxit en la guerra de guerrilles a la Guerra Patriòtica de 1812 contra Napoleó.

## Trajectòria
Davídov provenia d'una família de noblesa russa amb arrels tàtares, com ell afirmava. Després de guanyar fama com a líder guerriller en la Invasió francesa de Rússia, es va convertir en un dels homes més populars del país. Els joves del cercle de Puixkin el veien com un heroi romàntic model i els desembristes també valoraven la seva companyia.
Era de gran esperit, sa, viril, poc romàntic i superficial. Era d'un gran enginy i amant de la diversió, tant a la vida com a la literatura. Els seus versos primerencs i més populars estan en un estil de creació pròpia, conegut com «estil hússar». En ells canta l'elogi del valor temerari, tant en el camp de batalla com davant l'ampolla. La dicció en alguns és força poc convencional, i de tant en tant les seves paraules s'han de substituir per punts, però sempre està plena d'esperit i un gran go rítmic. Els seus poemes posteriors estan inspirats en un amor tardà per una noia molt jove. Són apassionadament sentimentals i tan vius en la dicció i el ritme. Aleksandr Puixkin tenia una alta opinió de la seva poesia i va dir que Davídov li havia ensenyat la manera de ser original.
Els seus poemes van ser admirats per Vissarion Belinski per la seva qualitat orgànica i «russisme». Davídov va lluitar a la guerra russo-persa de 1826-1828. La seva tomba, amb la seva estàtua al damunt, es troba al costat de la porta de sortida del Katholikon del Monestir de Novodévitxi.

## Guerra de guerrilles
Durant la invasió francesa de l'Imperi Rus, el tinent coronel Davídov va suggerir al seu general, Piotr Bagration, l'estratègia d'utilitzar una petita força d'almenys 3.000 genets per atacar els trens de subministrament de la Grande Armée invasiva de Napoleó. El comandant en cap rus Mikhaïl Kutúzov (en el càrrec des del 29 d'agost [C.J. 17 d'agost] de 1812) va acceptar i va donar una ordre per a 200 per augmentar la seva guerra de desgast contra Napoleó. Davídov va començar amb 135 genets com a comandament separat a la part posterior de la Grande Armée. Portaven roba de pagès i barbes per aconseguir el suport immediat del poble rus. Van donar menjar capturat i armes franceses als camperols i els van ensenyar a fer una guerra popular. Van capturar expedicions franceses de farratge, trens de subministrament amb menjar, cavalls, armes i municions, van alliberar presoners russos i els van integrar com a voluntaris amb cavalls francesos, uniformes i armes al seu grup d'atacs. Aquestes accions van desencadenar una allau de guerrilles que es va convertir en una part important de la guerra de desgast de Kutúzov. 

## En la cultura popular

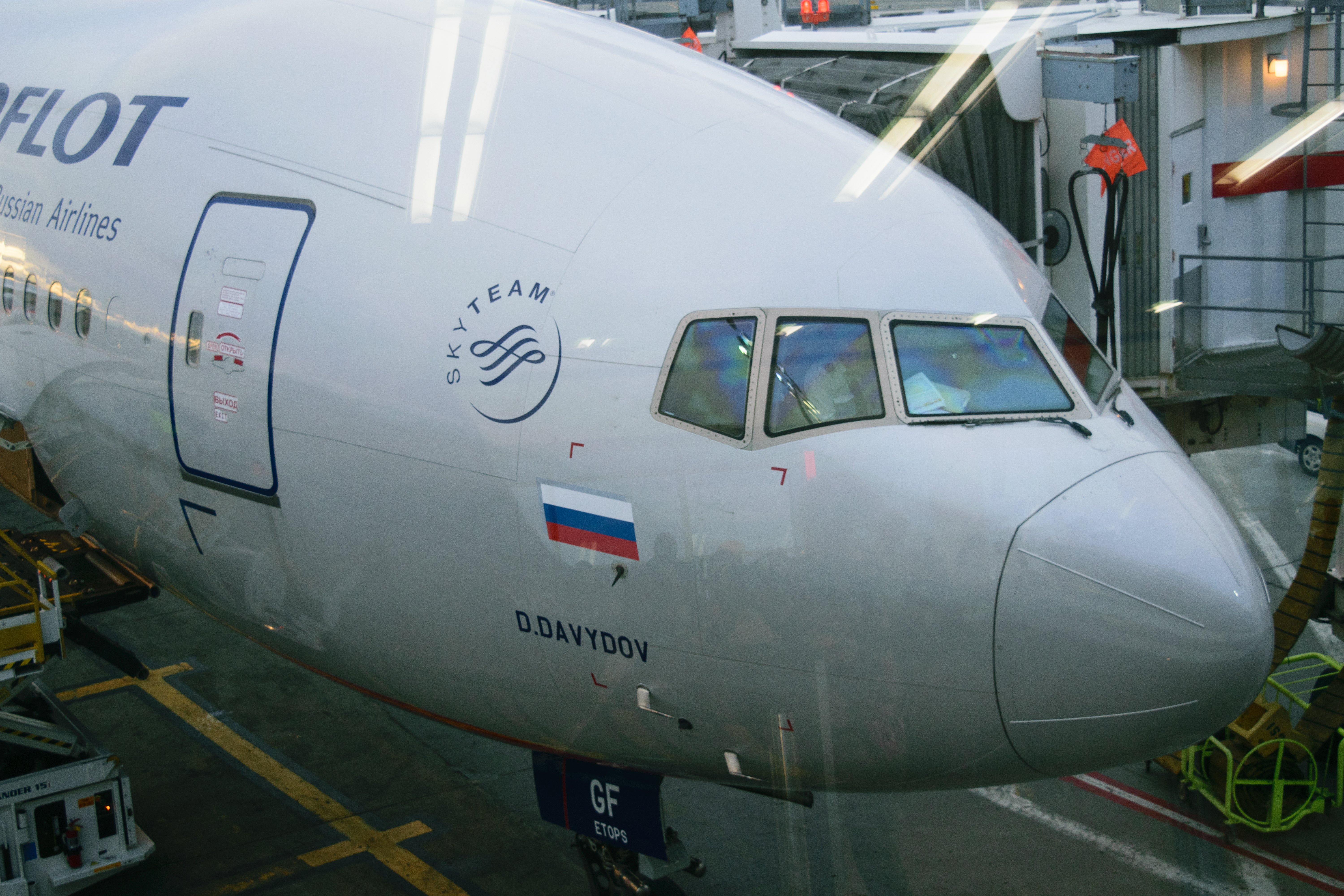
Un Boeing 777-300ER D. Davídov d'Aeroflot a l'Aeroport Internacional John F. Kennedy de Nova York amb destinació a l'Aeroport Internacional de Moscou-Xeremétievo.

Un Boeing 777-300ER operat per la companyia aèria nacional russa Aeroflot es diu "D. Davídov" com a part d'una tradició de batejar la seva flota amb personatges històrics russos. El nom està imprès com a part de l' art del nas de l'avió.
Al segle XX i XXI, almenys 4 vaixells associats amb el nom de D. Davídov com a objecte del patrimoni immaterial.